# Francesco Salviati (pintor)
Francesco Salviati, pseudónimo de Francesco de' Rossi (Florencia, 1510 - Roma, 1563), fue un pintor manierista italiano. También fue conocido como Cecchino del Salviati. Estos diversos apelativos tuvieron su origen en el cardenal Giovanni Salviati, patrón del artista y con cuyo séquito marchó a Roma.

## Vida y obras
En sus primeras obras se advierte la influencia de Miguel Ángel y de Andrea del Sarto. En 1531 viajó a Roma y conoció las pinturas de Rafael y, siguiendo su estilo, hizo algunas obras importantes, como los frescos de la Vida de San Juan Bautista en el Palazzo Salviati, la Visitación del Oratorio de San Giovanni Decollato y la Anunciación de San Francisco a Ripa. En estas obras romanas, Salviati subdivide las escenas con amplias formas arquitectónicas, al modo rafaelesco, aunque en la representación de las figuras demuestra, por una parte, la precisión de dibujo típica de la tradición florentina y, por otra, unas torsiones de los cuerpos y unos paños flotantes típicos del clasicismo y de pintores como Giulio Romano o Giovanni Francesco Penni.
En 1540 Parmigianino trabaja en Emilia. El estudio de sus obras por Salviati hace que el estilo de este evolucione y se vuelva más decorativo y caligráfico, con líneas sinuosas y llenas de fuerza que crean un efecto irreal y mágico, como en las elegantes Historias de Furio Camilo en la Sala de Audiencias del Palazzo Vecchio de Florencia (1544) o en los diseños de los tapices para el mismo palacio (hoy en los Uffizi).
Posteriormente tendió a hacer pinturas elegantes pero robustas, al estilo de los trabajos de su contemporáneo Bronzino, como en la Caridad (Uffizi), la Deposición del refectorio de la basílica de la Santa Croce de Florencia o en algunos retratos famosos (Retratto de Poggio Bracciolini en la Galleria Colonna de Roma, Retrato de desconocido, Uffizi). Estas obras denotan las inquietudes del más típico estilo manierista, en línea con los resultados análogos de Pontormo o Rosso Fiorentino.
Residió durante un tiempo en Venecia, donde pintó diversas obras, entre otras el Llanto sobre Cristo muerto (hoy en la Pinacoteca de Brera) en el que se advierte también la mano de su alumno Giuseppe Salviati.
Viajó a menudo a Roma entre 1548 y 1563, residiendo en la ciudad casi continuamente y trabajando en numerosos frescos, como en los dedicados a las Bodas de Caná en el Oratorio dei Piceni o a la Natividad del Bautista en el Oratorio di San Giovanni Decollato; también trabajó en la capilla del Palio del Palazzo della Cancelleria, en el palacio Sacchetti (Historia de David de la Sala dell'Udenza) y en el palacio Farnesio (Fastos de los Farnesio). 
Su evolución estilística en estos años se plasma en un acrecentamiento de las figuras en las composiciones, con mayor volumen y plasticidad en los cuerpos, que adquieren un gran porte aristocrático. Con su amigo y colega Giorgio Vasari se influyeron recíprocamente. La biografía de Salviati aparece en Le vite de' più eccellenti pittori, scultori e architettori de Vasari.
Casi todas sus obras se conservan en Italia, y algunas pocas en diversos museos en el resto del mundo. En el Museo del Prado de Madrid se conserva una Sagrada Familia del papagayo unánimemente considerada de su mano.

## Galería de imágenes

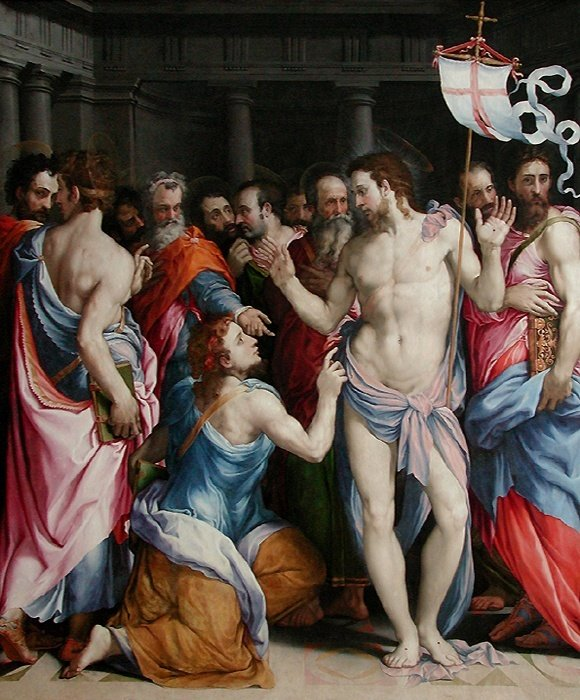
Duda de Santo Tomás de Francesco Salviati, 1543-1547, Louvre, París.
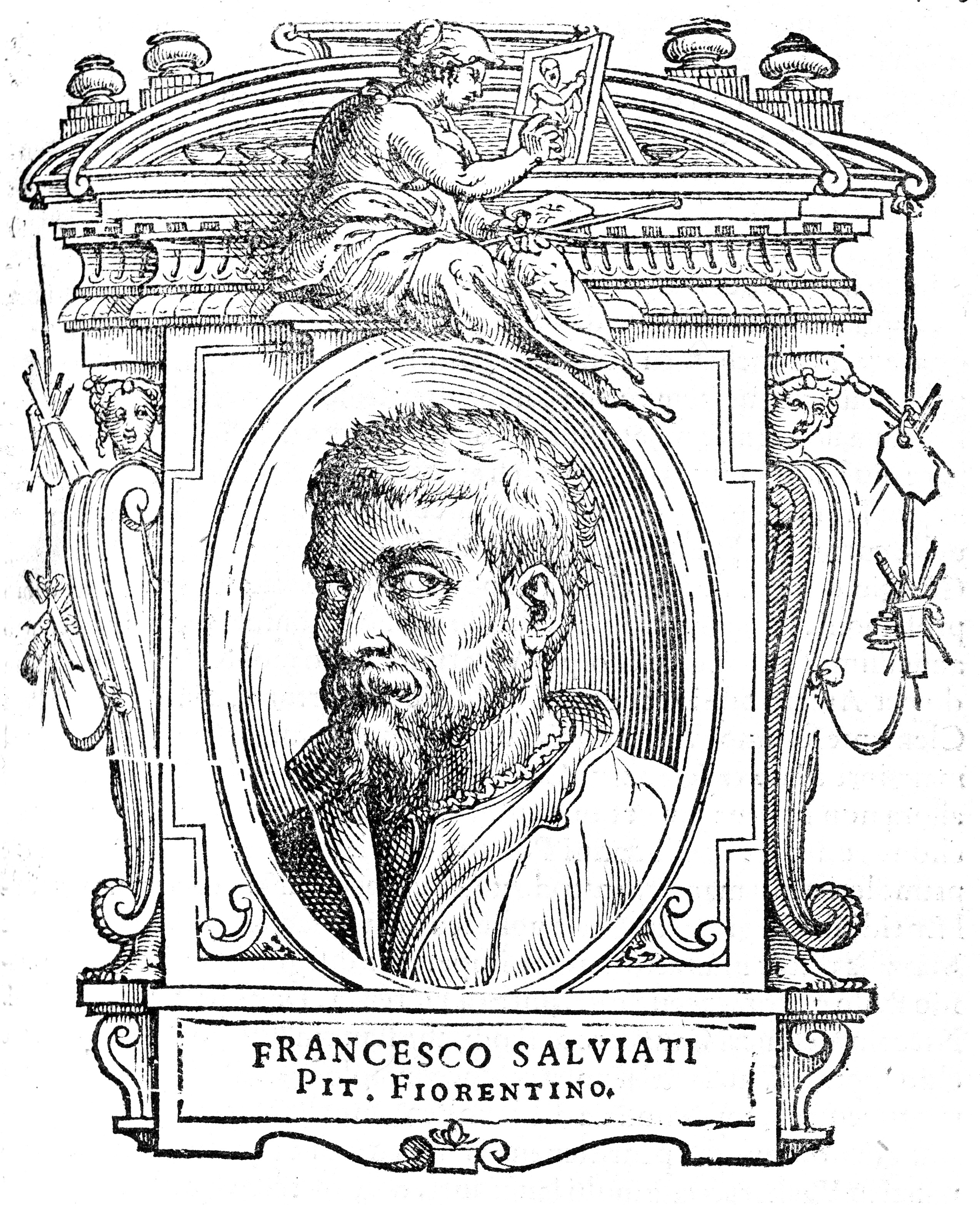
Francesco Salviati según las Vite de Vasari.
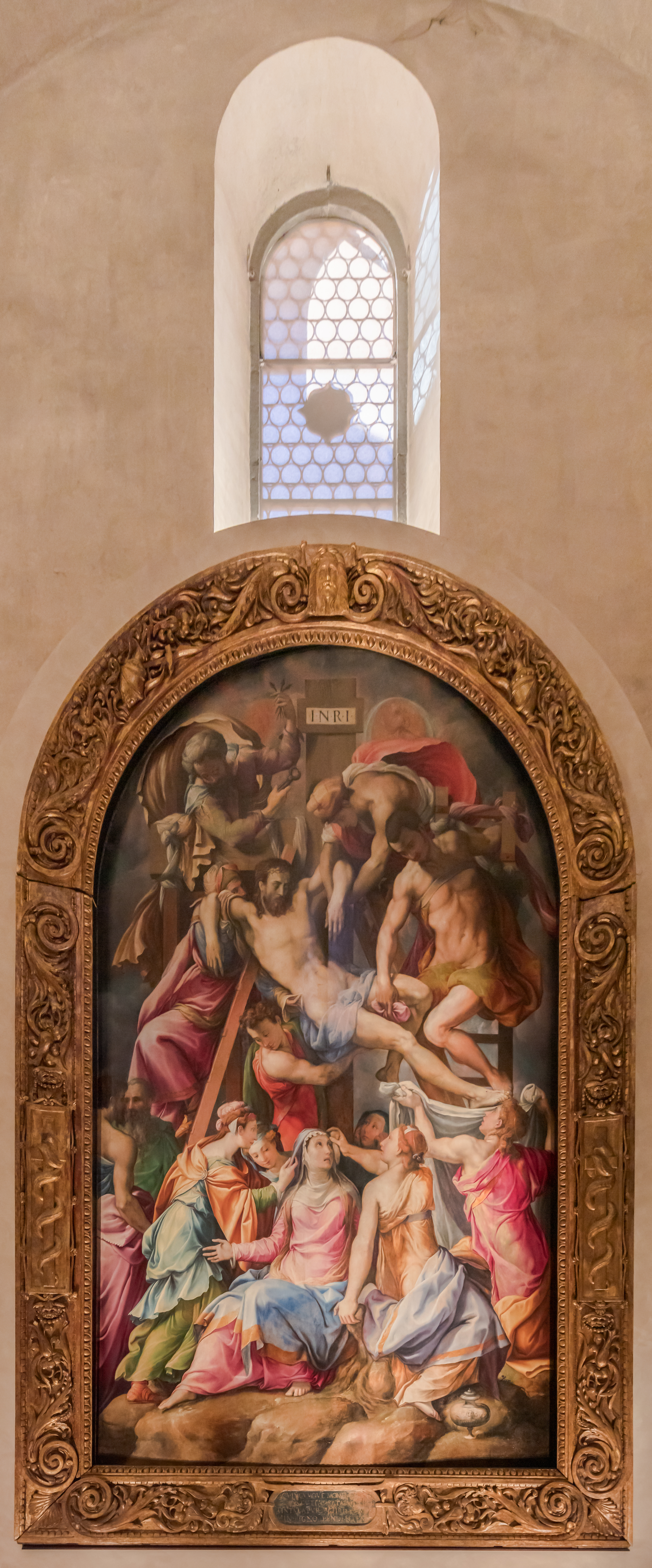
Deposición, basílica de la Santa Cruz, Florencia.